# Essia (Jura)
Essia foi uma comuna francesa na região administrativa de Borgonha-Franco-Condado, no departamento de Jura. Estendia-se por uma área de 4,86 km². Em 2010 a comuna tinha 64 habitantes (densidade: 13,2 hab./km²).
Em 1 de janeiro de 2016, passou a formar parte da nova comuna de La Chailleuse.